# Ranoidea brongersmai
A Ranoidea brongersmai a kétéltűek (Amphibia) osztályának békák (Anura) rendjébe, a Pelodryadidae családba, azon belül a Pelodryadinae alcsaládba tartozó faj.

## Előfordulása
A faj Indonézia endemikus faja, az ország Papua tartományában Új-Guinea szigetén él. Természetes élőhelye a szubtrópusi vagy trópusi nedves síkvidéki erdők, folyók.